# Arshanagi, Raichur
Arshanagi là một làng thuộc tehsil Raichur, huyện Raichur, bang Karnataka, Ấn Độ.